# アリイン
アリイン（英: Alliin）は、新鮮なニンニクに含まれる天然のスルホキシドである。アリインはシステインの誘導体である。新鮮なニンニクを切ったり摺り下ろしたりするとアリナーゼによってアリシンに変換される。アリシンはニンニクの独特な芳香の原因である。
アリインは強力な酸化防止剤であり、アリインを含むニンニクは古くから酸素中毒の治療に使われている。
アリインをin vitro下で血液細胞に添加すると、白血球の貪食能力の増加が観察される。

## 異性体

アリナーゼによるアリシンの生成

不斉中心が2位の炭素と硫黄原子に存在しており、理論上4つの異性体が存在する。
天然には(+)-L-アリインと(−)-L-アリインの2つが存在している。これらは互いにジアステレオマーの関係にある。残りの2つは(−)-D-アリインと(+)-D-アリインである。これらも互いにジアステレオマーの関係にある。また前2者と後2者はそれぞれ鏡像関係となっている。